# Discografia di Loretta Goggi
Questa voce elenca l'intera discografia di Loretta Goggi dal 1963. 
I dischi di Loretta sono stati pubblicati in diversi paesi del mondo, tra cui Austria, Germania, Spagna, Svizzera Francia, Grecia, Stati Uniti e Giappone e consistono in 17 pubblicazioni in LP e 13 raccolte ufficiali.
I primi due album di Loretta consistono in due audiolibri: il primo Lourdes 1858 - Le apparizioni della Madonna con Bernardette, registrato nel 1958 a soli otto anni in cui assieme ad altri attori, recita la storia romanzata della pastorella francese Bernadette Soubirous, che a Lourdes avrebbe assistito alle apparizioni della Vergine Maria. 
Il secondo La meravigliosa storia di Giovanni Sebastiano Bach, un 10", fu inciso nel 1963 con Ubaldo Lay, dove si narra la storia di Sebastian Bach, intervallato da brani musicali del compositore eseguiti da diverse orchestre internazionali. 
Tra il 1972 ed il 2014, Loretta ha inciso 15 album in studio, di cui 9 da solista, 3 in coppia con la sorella Daniela (di cui uno di Remix), due colonne sonore, un album live. 
Loretta Goggi ha inciso 35 singoli, di cui 31 per il mercato italiano, e 4 pubblicati solo per i mercati esteri. Il suo primo singolo è Se la cercherai, a soli tredici anni, per la RCA, scritto da Nico Fidenco per la riedizione del film francese Sangue alla testa. 
Nel 1966 partecipa al Festival di Castrocaro con i brani Ballando guancia a guancia e So cosa vuoi da me, a tutt'oggi rimasti inediti.
La carriera discografica di Loretta si può suddividere nelle seguenti fasi:
- Il periodo Durium, che caratterizza la prima parte della carriera discografica, dal 1969 al 1973, per la quale incide 11 singoli e due album;

- Il periodo CBS/CGD, dal 1975 al 1978 (e per un solo singolo, nuovamente nel 1984), per la quale incide 7 singoli e un album in coppia con la sorella Daniela;

- Il periodo WEA, dal 1979 al 1984, per la quale incide 9 singoli e due album;

- Il periodo Fonit Cetra, dal 1986 al 1991, per la quale incide 2 singoli e cinque album.

La cantante è stata insignita di numerosi riconoscimenti discografici tra cui quattro Dischi d'oro, un Disco di platino, un Telegatto. 
La versione in tedesco di Maledetta primavera, Das kommt nie wieder, nell'interpretazione di Caterina Valente, ha vinto un Grammy Award.
Attualmente non sono reperibili i dati di vendita ufficiali degli album di Loretta Goggi, esistono però sul sito della FIMI quelli, seppure parziali, delle vendite di alcuni singoli per il mercato italiano che, sommati danno la cifra, sempre parziale, di nove milioni e novecentocinquantamila copie vendute ed il conseguimento di cinque dischi d'oro e cinque di platino.

## Album in studio
- 1972 - Vieni via con me (Durium, MS A 77308)
- 1973 - Formula 2 (Durium, MS A 77336)
- 1978 - Il ribaltone (CGD, 20082; con Daniela Goggi)
- 1979 - Estoy bailando cantado en español (Hispavox, S 50 265; con Daniela Goggi come Hermanas Goggi)
- 1981 - Il mio prossimo amore (WEA, T 58365)
- 1981 - Stanno suonando la nostra canzone (Polydor, 2448 129; con Gigi Proietti e il cast)
- 1982 - Pieno d'amore (WEA, 2 400401)
- 1986 - C'è poesia (Fonit Cetra, TLPX 153)
- 1987 - C'è poesia due (Fonit Cetra, TLPX 180)
- 1988 - Donna io donna tu (Fonit Cetra, TLPX 199)
- 1989 - Punti di vista (Fonit Cetra, TLPX 216)
- 1991 - Si faran... canzone (Fonit Cetra, TLPX 280)
- 1999 - Hello, Dolly! (Tri Angle)
- 2007 - Se stasera sono qui.....  (Not on label)
- 2014 - Hermanas Goggi Remixed (Don't Worry Records, Warner Music, Edel, DW103/2014; con Daniela Goggi)

## Raccolte
- 1981 - Loretta Goggi (Record Bazaar, RB 307, LP, MC)
- 1986 - Le più belle canzoni di Loretta Goggi  (WEA, 24 0883-1, LP, MC, ristampato su CD nel 1989)
- 1986 - Il bello della Goggi   (CGD, LSM 1070, LP, MC)
- 2000 - Loretta Goggi Collection   (Warner Fonit, 8573 85708-2, CD)
- 2002 - I grandi successi originali - Serie Flashback (Ricordi - 74321851312 (2), (ristampato nel 2009 con copertina diversa su etichetta RCA, 88697587352, CD, MC)
- 2005 - Le più belle canzoni di Loretta Goggi  (WEA, 5050467-8365-2-5, titolo omonimo della raccolta del 1986, ma con copertina e tracklist differenti, CD)
- 2007 - Rhino Hi-Five: Loretta Goggi - Serie Rhino Hi-Five   (Rhino Records – Digital download)
- 2008 - I grandi successi (Rhino Records, 5051442-8882-5-6, CD)
- 2010 - Original Album Series   (Rhino Records/Warner, 5052498-0712-5-8, ristampa di cinque album di cui tre inediti su CD)
- 2011 - Loretta Goggi - Serie Rhino Collection (Rhino Records – 5052498-9806-5-9)
- 2013 - Loretta Goggi - Serie 3cd Collection   (Warner Music Italia Srl – 5053105-8716-2-9)
- 2016 - Playlist - Serie Playlist   (Warner Music Italy – 5054197095429)
- 2020 - Stelle una sola ce n'è (D'Idee – 20SC0124)

## Singoli

### Anni '60
| 1963                                                                          | — | Se la cercherai/Moscacieca twist | — | — | RCA Italiana PM 3173 | Pubblicato come "Loretta"                                   |
| 1969                                                                          | — | Fino all'ultimo/Scusa se insisto | — | — | Durium Ld A 7610     | Il lato b è stato incluso nel primo album, Vieni via con me |
| "—" indica una pubblicazione non classificata o non pubblicata in quel Paese. |   |                                  |   |   |                      |                                                             |

### Anni '70
| Anno                                                                          | Album                             | Singolo                                              | Posizione massima | Posizione massima | Posizione massima | Posizione massima | Posizione massima | Posizione massima | Posizione massima | Posizione massima | Posizione massima | Certificazioni          | Etichetta                | Note |
| Anno                                                                          | Album                             | Singolo                                              | ITA               | JPN               | DEU               | FRA               | ESP               | PRT               | US                | GRE               | CAN               | Certificazioni          | Etichetta                | Note |
| ----------------------------------------------------------------------------- | --------------------------------- | ---------------------------------------------------- | ----------------- | ----------------- | ----------------- | ----------------- | ----------------- | ----------------- | ----------------- | ----------------- | ----------------- | ----------------------- | ------------------------ | --- |
| 1970                                                                          | Vieni via con me                  | Cibù cibà/Due ragazzi                                | —                 | —                 | —                 | —                 | —                 | —                 | —                 | —                 | —                 | —                       | Durium, Ld A 7671        | — |
| 1971                                                                          | —                                 | Weil meine tranen viel zu schade sind/Cibù cibà      | —                 | —                 | —                 | —                 | —                 | —                 | —                 | —                 | —                 | —                       | Oversea, Durium, OV 2063 | Singolo pubblicato solo in Germania. Il lato A è un brano inedito inciso in tedesco, il lato B è la versione in tedesco del brano già pubblicato in Italia come lato A |
| 1971                                                                          | Vieni via con me                  | Ti chiedo scusa/Per favore                           | —                 | —                 | —                 | —                 | —                 | —                 | —                 | —                 | —                 | —                       | Durium, Ld A 7709        | Entrambi i brani furono inclusi nel primo album di Loretta |
| 1971                                                                          | Vieni via con me                  | Io sto vivendo senza te/Ciao, settembre              | —                 | —                 | —                 | —                 | —                 | —                 | —                 | —                 | —                 | —                       | Durium, Ld A 7722        | Entrambi i brani furono inclusi nel primo album di Loretta |
| 1971                                                                          | —                                 | Dolce triste/Io sto vivendo senza te                 | —                 | —                 | —                 | —                 | —                 | —                 | —                 | —                 | —                 | —                       | Globe, JET-2091          | Singolo per il solo mercato nipponico in cui entrambi i brani furono incisi in giapponese                                                                              |
| 1971                                                                          | —                                 | Dolce, triste/Un jour l'amour (Non c'è uomo)         | —                 | —                 | —                 | —                 | —                 | —                 | —                 | —                 | —                 | —                       | Globe, JET-2106          | Singolo per il solo mercato nipponico. Il lato b, mai pubblicato in Italia, a dispetto del titolo in francese è inciso in italiano                                     |
| 1971                                                                          | —                                 | Cico e Bum/Le buone azioni di Cico e Bum             | —                 | —                 | —                 | —                 | —                 | —                 | —                 | —                 | —                 | —                       | Durium, Ld A 7725        | Disco promozionale abbinato alla vendita dei pupazzi Cico e Bum prodotti dalla ditta Sebino.                                                                           |
| 1972                                                                          | Vieni via con me                  | Chi salta il fosso/Pun tan tai                       | —                 | —                 | —                 | —                 | —                 | —                 | —                 | —                 | —                 | —                       | Durium, Ld A 7762        | |
| 1972                                                                          | Vieni via con me                  | Vieni via con me (Taratapunzi-e)/Come amico          | 2                 | —                 | —                 | —                 | —                 | —                 | —                 | —                 | —                 | Italia • Oro 1.000.000  | Durium, Ld A 7780        | Entrambi i brani furono inclusi nel primo album di Loretta |
| 1972                                                                          | —                                 | Mani mani/Yeah!                                      | 5                 | —                 | —                 | —                 | —                 | —                 | —                 | —                 | —                 | Italia • 600.000        | Durium, Ld A 7722        | Distribuito anche in Francia e Spagna |
| 1973                                                                          | Formula 2                         | Molla tutto/Mettiamo che tu                          | 13                | —                 | —                 | —                 | —                 | —                 | —                 | —                 | —                 | Italia • 450.000        | Durium, Ld A 7834        | |
| 1973                                                                          | Formula 2                         | Un pomeriggio con te/Amanti ed angeli                | —                 | —                 | —                 | —                 | —                 | —                 | —                 | —                 | —                 | —                       | Durium, Ld A 7837        | — |
| 1975                                                                          | —                                 | Loretta con la "O"/Cammino fra la pioggia            | —                 | —                 | —                 | —                 | —                 | —                 | —                 | —                 | —                 | —                       | CBS, 3450                | |
| 1975                                                                          | —                                 | Dirtelo, non dirtelo/Ma chi sei                      | 18                | —                 | —                 | —                 | —                 | —                 | —                 | —                 | —                 | Italia • 500.000        | CBS, 3801                | — |
| 1976                                                                          | —                                 | Notte matta/Pupo pupazzo                             | —                 | —                 | —                 | —                 | —                 | —                 | —                 | —                 | —                 | —                       | CBS, 4047                | |
| 1976                                                                          | —                                 | Ancora innamorati/Monsieur voulez-vous dançer?       | —                 | —                 | —                 | —                 | —                 | —                 | —                 | —                 | —                 | —                       | CBS, 4748                | Distribuito anche in Germania, Spagna, Stati Uniti, Canada e Grecia |
| 1977                                                                          | —                                 | Domani/Il professore                                 | —                 | —                 | —                 | —                 | —                 | —                 | —                 | —                 | —                 | Italia • 800.000        | CGD, CBS, 5408           | Inciso in coppia con Daniela Goggi. Il lato b è inciso dalla sola Daniela. Distribuito anche in Portogallo                                                             |
| 1978                                                                          | Il ribaltone                      | Voglia/Sto ballando                                  | —                 | —                 | —                 | —                 | —                 | —                 | —                 | —                 | —                 | Italia • 300.000        | CGD, 10110               | Inciso in coppia con Daniela Goggi. Il lato b è inciso dalla sola Daniela.                                                                                             |
| 1979                                                                          | Estoy bailando cantado en español | Estoy bailando/Una locura                            | —                 | —                 | —                 | —                 | 1                 | —                 | —                 | —                 | —                 | Spagna • Oro 1.000.000  | Hispavox, 45-1849        | Inciso in coppia con Daniela Goggi. |
| 1979                                                                          | —                                 | Cicciottella/La marcia dei bambini che vanno a letto | 3                 | —                 | —                 | —                 | —                 | —                 | —                 | —                 | —                 | Italia • 400.000        | WEA, T 18097             | — |
| 1979                                                                          | —                                 | L'aria del sabato sera/Dispari                       | 2                 | —                 | —                 | —                 | —                 | —                 | —                 | —                 | —                 | Italia • Oro 1. 000.000 | WEA, T 18098             | Distribuito anche in Francia con copertina differente |
| "—" indica una pubblicazione non classificata o non pubblicata in quel Paese. |                                   |                                                      |                   |                   |                   |                   |                   |                   |                   |                   |                   |                         |                          | |

### Anni '80
| Anno                                                                          | Album                            | Singolo                                   | Posizione massima | Posizione massima | Posizione massima | Posizione massima | Posizione massima | Posizione massima | Posizione massima | Posizione massima | Posizione massima | Certificazioni | Etichetta            | Note |
| Anno                                                                          | Album                            | Singolo                                   | ITA               | NLD               | DEU               | FRA               | ESP               | PRT               | BEL               | AUT               | CHE               | Certificazioni | Etichetta            | Note |
| ----------------------------------------------------------------------------- | -------------------------------- | ----------------------------------------- | ----------------- | ----------------- | ----------------- | ----------------- | ----------------- | ----------------- | ----------------- | ----------------- | ----------------- | --- | -------------------- | --- |
| 1980                                                                          | —                                | Notti d'agosto/Nun t'allargà              | 6                 | —                 | —                 | —                 | —                 | —                 | —                 | —                 | —                 | — | WEA, T 18231         | Il lato b è stato incluso nell'album di Loretta Il mio prossimo amore |
| 1981                                                                          | Il mio prossimo amore            | Maledetta primavera/Mi solletica l'idea   | 1                 | —                 | 8                 | —                 | —                 | —                 | —                 | 9                 | 2                 | Vendite mondiali: Disco d'oro d'annata 2.300.000+ - Italia: Oro 1.000.000, Platino 500.000 - Germania: Platino (Vendite: 500.000+) - Francia: Platino (Vendite: 300.000+) | WEA, T 18409         | Distribuito anche in Germania, Francia, Paesi Bassi, Belgio, Portogallo, Scandinavia e Austria. Il lato b è incluso solo nella versione rimasterizzata del 2021 dell'album di Loretta Il mio prossimo amore |
| 1981                                                                          | Il mio prossimo amore            | Il mio prossimo amore/Penelope            | 11                | —                 | 50                | —                 | —                 | —                 | —                 | —                 | 4                 | Italia • 500.000 | WEA, T 18838         | Distribuito anche in Germania, Scandinavia e Austria |
| 1982                                                                          | Pieno d'amore                    | Pieno d'amore/Arrivederci stella del nord | 12                | —                 | —                 | —                 | —                 | —                 | —                 | —                 | —                 | Italia • 400.000 | WEA, T 19255         | Distribuito anche in Germania, Scandinavia e Austria |
| 1982                                                                          | Pieno d'amore                    | Oceano/Stralunata Roma                    | —                 | —                 | —                 | —                 | —                 | —                 | —                 | —                 | —                 | Italia • 400.000 | WEA, 24 9769 7       | Distribuito anche in Germania, Scandinavia e Austria |
| 1983                                                                          | —                                | Una notte così/Segreti                    | —                 | —                 | —                 | —                 | —                 | —                 | —                 | —                 | —                 | Italia • 80.000 | WEA, 24 9482-7       | — |
| 1984                                                                          | —                                | Un amore grande/Solo un'amica             | —                 | —                 | —                 | —                 | —                 | —                 | —                 | —                 | —                 | Italia • 50.000 | WEA, 24 9482-7       | Distribuito anche in Germania con copertina differente. Il lato b è stato incluso nell'album di Loretta Pieno d'amore                                                                                       |
| 1984                                                                          | —                                | Notte all'opera/Slowly                    | —                 | —                 | —                 | —                 | —                 | —                 | —                 | —                 | —                 | — | CGD, 10593           | — |
| 1986                                                                          | C'è poesia                       | Io nascerò/Un bacio                       | 6                 | —                 | —                 | —                 | —                 | —                 | —                 | —                 | —                 | Italia • Oro 1. 000.000 | Fonit Cetra, SP 1839 | Il lato b non venne inserito nell'album C'è poesia |
| 1988                                                                          | Punti di vista/Donna io donna tu | Il mio uomo/Questa notte dormo qui        | 16                | —                 | —                 | —                 | —                 | —                 | —                 | —                 | —                 | Italia • 20.000 | Fonit Cetra, SP 1869 | Il lato A è contenuto nell'album Punti di vista, mentre il lato B in Donna io donna tu |
| "—" indica una pubblicazione non classificata o non pubblicata in quel Paese. |                                  |                                           |                   |                   |                   |                   |                   |                   |                   |                   |                   | |                      | |

## Discografia estera

### Singoli
Francia
- 1972 - Mani mani/Yeah!
- 1979 - L'aria del sabato sera/Dispari (WEA)

Germania
- 1971 - Weil meine tranen viel zu schade sind/Cibù Cibà (Oversea/Durium, OV 2063)
- 1972 - Taratapunzi-e/Come amico (Oversea)
- 1976 - Monsieur voulez-vous danser?/Ancora innamorati (CBS) (disco promo)
- 1976 - Monsieur voulez-vous danser?/Ancora innamorati (CBS)
- 1976 - Monsieur voulez-vous danser?/Ancora innamorati (CBS) (seconda versione)

Giappone
- 1964 - La dedico a te/Se la cercherai (Victor, split album con Alida Chelli)
- 1971 - Dolce, triste/Un jour l'amour (Non c'è uomo) (Globe/Durium, JET 2106) (il lato  a é inciso in lingua giapponese, il lato b, mai pubblicato in Italia, a dispetto del titolo in francese è inciso in italiano)
- 1971 - Dolce triste/Io sto vivendo senza te (Globe/Durium) (entrambi i brani sono incisi in italiano)

Grecia
- 1976 - Ancora innamorati/Monsieur voulez-vous danser? (CBS)

Spagna
- 1976 - Todavia enamorados/Senor, Quiere vd. bailar (CBS)
- 1979 - Estoy bailando/Una locura (Hyspavox) (in coppia con Daniela Goggi)

Stati Uniti
- 1976 - Monsieur voulez-vous danser?/Ancora innamorati (CBS/Sugar - Peters International PI 444)

## Collaborazioni con altri artisti
- 1967 - I fanciulli di Fatima (Edizioni Paoline – F-SA 33.4; audiostoria in cui recita con altri attori, 10", 33 ⅓ RPM)
- 2009 - I grandi successi di Daniela Goggi (Rhino Records) contiene 3 duetti con Loretta tra cui l'hit spagnolo inedito in Italia Estoy Bailando
- 2010 - Ti presento Roma mia (Lando Fiorini e Loretta Goggi duettano in Quanto Sei bella Roma)

## Colonne sonore

### Brani cantati originariamente per le colonne sonore
- 1963 - Il sangue alla testa (contiene Se la cercherai)
- 1984 - Giochi d'estate (contiene Slowly)
- 2004 - Molto rumore (senza rispetto) per nulla (spettacolo teatrale contenente il brano omonimo, inedito)

### Film contenenti brani già pubblicati in passato
- 2006 - Step Up (contiene Get It, brano del rapper T.I. contenente un sample di Molla tutto)
- 2008 - Los años desnudos (contiene Estoy bailando)

## Riconoscimenti
Telegatto
- Miglior sigla L'aria del sabato sera (1980)

Disco d'oro
- Vieni via con me (Taratapunzi-e), (1973)
- L'aria del sabato sera, (1979)
- Maledetta primavera, (1981)
- Io nascerò, (1986)

Disco d'oro d'annata
- Maledetta primavera, (2018)

Disco di Platino
- Maledetta primavera, (1981)

Premio Regia Televisiva
- Miglior sigla, per Il mio uomo (1989)

## Altri riconoscimenti
- Disco magico (1959, concorso radiofonico presentato da Corrado a cui partecipa in coppia con Nilla Pizzi, classificandosi al primo posto)
- Maschera d'argento come riconoscimento alla carriera musicale (1973)
- Microfono d'argento (1989)
- Prima classificata nella rassegna musicale televisiva Viva Napoli con il brano Cu' mme in coppia con Enzo Gragnaniello
- Ciak... si canta!, speciale Sanremo (2009)